# 羅斯克里克鎮區 (堪薩斯州里帕布利克縣)
羅斯克里克鎮區（英語：Rose Creek Township）為美國堪薩斯州里帕布利克縣轄下的鎮區。2010年美国人口普查中此鎮區人口有108人。

## 歷史
鎮區名稱以位於此鎮區東北部的羅斯溪（Rose Creek）為名。

## 地理
羅斯克里克鎮區涵蓋總面積為94.5平方（36.49平方英里），其中陸地面積為94.3平方（36.41平方英里），水域面積為0.21平方（0.08平方英里）或0.22%。海拔高度467（1,532英尺）。

## 人口統計
根據2010年美國人口普查，羅斯克里克鎮區人口有108人，其中男性有64人，女性有44人，人口密度為每平方公里1.14人，住房計68戶。鎮區內的白人有107人，非裔美國人有0人，美洲原住民有0人，亞裔美國人有0人，太平洋島裔美國人有0人，其他種族有0人，混血種族則有1人。此外鎮區內有1人為西班牙裔或拉丁裔美國人。此鎮區之年齡中位數為51.5歲，而男性年齡中位數為50.7歲，女性年齡中位數為52歲。